# Corps de garde de Scherwiller
Le corps de garde de Scherwiller est un monument historique situé à Scherwiller, dans le département français du Bas-Rhin.

## Localisation
Ce bâtiment est situé à Scherwiller.

## Historique
L'édifice fait l'objet d'un classement au titre des monuments historiques depuis 1924.